# Cetonia aurata
Cetonia aurata sau gândacul-de-trandafir (ileana) este un gândac cu o lungime de 20 mm, care are o culoare verde metalic și un scutel în formă de V. Acesta se hrănește cu semințe și polen. Se găsește și în România, cu precădere în zonele sudice.